# William Lecomte
William Lecomte – francuski pianista jazzowy. Urodził się w Poitiers (Francja). Studiował muzykę poważną, w tym klawesyn, fortepian i harmonię. Studiował także jazz i wygrał wiele francuskich konkursów jako pianista jazzowy, włączając w to nominacje do "Les Victoires de la Musique", co jest francuskim odpowiednikiem nagrody Grammy Awards.
Obecnie jest jednym z czołowych francuskich pianistów jazzowych. Mieszka i pracuje w Paryżu, gdzie współpracuje z licznymi grupami jazzowymi, w tym również z muzykami z zachodniej i południowej Afryki. Dołączył do zespołu Jean-Luc Pontyego w listopadzie 1999 roku.